# Songgui, Guangdong
Songgui är en köping i sydöstra Kina. Den ligger i Yunan härad i staden Yunfu i provinsen Guangdong, omkring 160 kilometer väster om provinshuvudstaden Guangzhou. Antalet invånare är 15 478. Befolkningen består av 7 679 kvinnor och 7 799 män. Barn under 15 år utgör 23,0 %, vuxna 15-64 år 62 %, och äldre över 65 år 14,0 %.